# 前田山英五郎

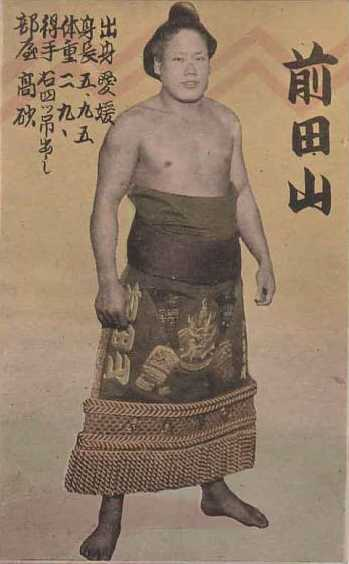
前田山英五郎

前田山英五郎，(日语：／ Maedayama Eigorō，1914年5月4日—1971年8月17日），本名萩森金松，日本愛媛縣西宇和郡喜須来村（現愛媛縣八幡濱市）出身的前大相撲力士。第39代横綱。所屬相撲部屋為高砂部屋。

## 生涯
萩森金松生於西宇和郡，他在1926年春天前往大分縣的旅行中遇到相撲力士雙葉山定次，但沒加入他的時津風部屋，而是在1927年秋加入高砂部屋，之後經常一起練習。
他在1929年開始專業相撲生涯，四股名佐田岬，但他改為前田山，以紀念他在1934年受傷時救了自己的醫生。
前田山在1937年1月成為幕內級選手、1938年5月晉升為大關。他是直接從小結升為大關，是1916年大錦卯一郎後晉升最快的大關。在1941年1月比賽中他擊敗了大閞羽黑山政司和雙葉山定次，他最強的技巧是「harite」、拍擊對手的臉部，他的技術引起了爭議，但是雙葉山支持他，堅持認為這是一種合法的相撲技術。
在太平洋戰爭期間，前田山是大關，當時幾乎沒有舉辦過比賽，1944年秋季，他的成績僅次於冠軍，9勝1負。他在1947年7月的比賽中打敗大關東富士欽一和橫綱羽黑山政司後晉升為橫綱，他在晉升時三十三歲，在短暫的職業生涯中，他無法贏得任何進一步的比賽冠軍，只在位6個場所之後引退。

## 引退後
前田山引退後成為高砂部屋的主教練，同時仍然活躍在土俵（現在不再允許的做法），退休後他正式襲名高砂年寄。1964年，他從夏威夷招募到弟子高見山，這是第一位在專業相撲成功的外國人，但未經相撲協會主任許可，他繼續擴大美國之旅，以推廣相撲。他在1959年培養出橫綱朝潮太郎 (3代)和大關前之山太郎。1967年，他允許千代之山雅信的九重部屋到他的陣營，加強了高砂一門。1971年8月17日因肝硬化過世，享年57歲。前田山將高見山培訓成為第一個成功的外國力士，他死後，外國人如薩摩亞人小錦八十吉 (6代)和蒙古人朝青龍明德也加入了他的部屋。